# Adirejo (Jabung)
Adirejo is een bestuurslaag in het regentschap Lampung Timur van de provincie Lampung, Indonesië. Adirejo telt 3385 inwoners (volkstelling 2010).